# Paul Hartmann
Pour les articles homonymes, voir Hartmann.
Ne doit pas être confondu avec l'acteur américain Paul Hartman (1904-1973).

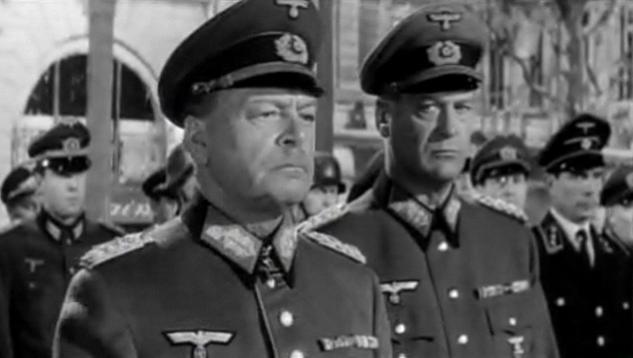
Paul Hartmann (à gauche) et Curd Jürgens, dans Le Jour le plus long (1962).

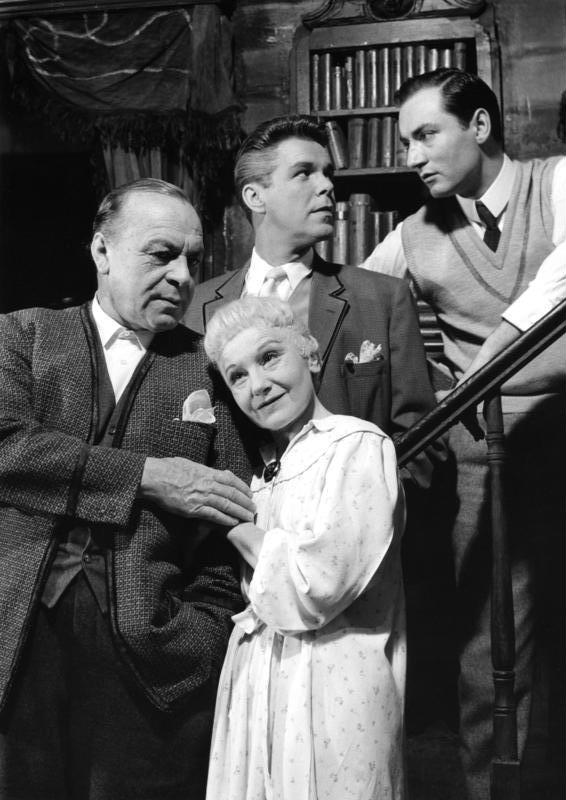
De gauche à droite : Paul Hartmann, Elisabeth Bergner, Heinz Drache et Martin Benrath, au théâtre à Bonn en 1957, dans Le Long Voyage vers la nuit.

Paul Hartmann est un acteur allemand, de son nom complet Paul Wilhelm Constantin Hartmann, né à Fürth (Bavière, Allemagne) le 8 janvier 1889 et mort à Munich (Bavière, Allemagne) le 30 juin 1977.

## Biographie
Au long de sa carrière, Paul Hartmann est très actif au théâtre, où il débute en 1908. Mentionnon sa participation (dans le rôle de James Tyrone) à la création allemande, en janvier 1957 à Bonn, de la pièce d'Eugene O'Neill Le Long Voyage vers la nuit, aux côtés d'Elisabeth Bergner.
Au cinéma, entre 1915 et 1962, il collabore à cent-seize films, allemands majoritairement, dont soixante-trois films muets jusqu'en 1927. Parmi ses films parlants (à partir de 1932), citons le film biographique de propagande nazie Bismarck, sorti en 1940, où il personnifie le Chancelier Otto von Bismarck. Son dernier rôle sur grand écran est celui du maréchal Gerd von Rundstedt, dans le film de guerre américain Le Jour le plus long (1962).
À la télévision, Paul Hartmann apparaît dans huit téléfilms, de 1961 à 1969.

## Filmographie partielle

### Au cinéma
- 1915 : Die verschleierte Dame de Richard Oswald
- 1916 : Ein Blatt Papier de Joe May
- 1919 : Die Liebschaften der Käthe Keller de Carl Froelich
- 1919 : Der Galeerensträfling de Rochus Gliese et Paul Wegener
- 1920 : Maria Magdalene de Reinhold Schünzel
- 1920 : La Danseuse Barberine (Die Tänzerin Barberina) de Carl Boese
- 1920 : Anne Boleyn (Anna Boleyn) d'Ernst Lubitsch
- 1920 : Katharina die Große (de) de Reinhold Schünzel
- 1921 : La Découverte d'un secret ou Le Château de Vogelöd (Schloß Vogelöd) de Friedrich Wilhelm Murnau
- 1921 : Der Roman der Christine von Herre de Ludwig Berger
- 1922 : Luise Millerin de Carl Froelich
- 1922 : Der falsche Dimitri d'Hans Steinhoff
- 1922 : Der Pantoffelheld de Reinhold Schünzel
- 1922 : Die Intrigen der Madame de La Pommeraye de Fritz Wendhausen.
- 1923 : Alt Heidelberg d'Hans Behrendt
- 1923 : Cendrillon (Der verlorene Schuh) de Ludwig Berger
- 1924 : Der Evangelimann de Holger-Madsen
- 1925 : Le Chevalier à la rose (Der Rosenkavalier) de Robert Wiene
- 1925 : La Chronique de Grieshuus (Zur Chronik von Grieshuus) d'Arthur von Gerlach
- 1927 : Café chantant (Tingel Tangel) de Gustav Ucicky
- 1932 : I.F.1 ne répond plus (F.P.1. antwortet nicht) de Karl Hartl
- 1933 : Großfürstin Alexandra de Wilhelm Thiele
- 1933 : Unsichtbare Gegner de Rudolph Cartier
- 1933 : Der Tunnel de Kurt Bernhardt
- 1935 : Alles um eine Frau d'Alfred Abel
- 1935 : Mazurka de Willi Forst
- 1936 : Port Arthur de Nicolas Farkas (version allemande ; même titre : version française alternative)
- 1936 : Das Schloß in Flandern de Géza von Bolváry
- 1936 : Die klugen Frauen de Jacques Feyder (version allemande alternative de La Kermesse héroïque ; coproduction)
- 1938 : Mit versiegelter Order de Karl Anton
- 1938 : Pour le Mérite (titre original) de Karl Ritter
- 1939 : La Chair est faible (de) (Der Schritt vom Wege) de Gustaf Gründgens
- 1939 : Legion Condor de Karl Ritter
- 1940 : Bismarck de Wolfgang Liebeneiner
- 1941 : Suis-je un criminel ? (Ich klage an) de Wolfgang Liebeneiner
- 1944 : L'Affaire Roedern (Die Affäre Roedern) d'Erich Waschneck
- 1951 : Das Tor zum Frieden de Wolfgang Liebeneiner
- 1952 : Der große Zapfenstreich de George Hurdalek
- 1953 : Der Klosterjäger d'Harald Reinl
- 1954 : Regina Amstatten de Kurt Neumann
- 1955 : Roses d'automne (Rosen im Herbst) de Rudolf Jugert
- 1955 : Die Barrings de Rolf Thiele
- 1957 : Première passion (Es wird alles wieder gut) de Géza von Bolváry
- 1959 : Des roses pour le procureur (Rosen für den Staatsanwalt) de Wolfgang Staudte
- 1959 : Les Buddenbrook (Buddenbrooks) d'Alfred Weidenmann
- 1959 : Le Phalène bleu (Der blaue Nachtfalter) de Wolfgang Schleif
- 1962 : L'Ivresse de la forêt (Waldrausch) de Paul Ostermayr
- 1962 : Le Jour le plus long (The Longest Day) de Ken Annakin, Andrew Marton & al. : Gerd von Rundstedt

### À la télévision (téléfilms)
- 1961 : Hermann und Dorothea de Ludwig Berger
- 1965 : Requiem für eine Nonne de Kurt Meisel
- 1969 : Demetrius de Ludwig Berger et Heribert Wenk

## Théâtre (sélection)
- 1957 : Le Long Voyage vers la nuit (titre original : Long Day's Journey into Night - titre allemand : Eines langen Tages Reise in die Nacht) d'Eugene O'Neill, adaptation d'Ursula et Oscar Fritz Schuh, avec Elisabeth Bergner (création allemande, à Bonn)